# Mistendorf

Blick auf Mistendorf

Mistendorf ist ein Gemeindeteil der Gemeinde Strullendorf im oberfränkischen Landkreis Bamberg in Bayern.

## Geografie
Das Pfarrdorf liegt ungefähr acht Kilometer östlich von Strullendorf. am Nordhang des Katzenberges (558,5 m). Der durch den Ort fließende Zeegenbach entspringt etwa drei Kilometer östlich bei Zeegendorf.

## Geschichte
Am 1. Januar 1972 wurde die Gemeinde Mistendorf im Zuge der Gebietsreform in Bayern in die Gemeinde Strullendorf eingegliedert.

## Einwohner
Der Ort hat etwa 540 Einwohner.

## Verkehr
Mistendorf liegt an der Staatsstraße 2188. Durch den Ort verläuft der Fränkische Marienweg.

## Kultur

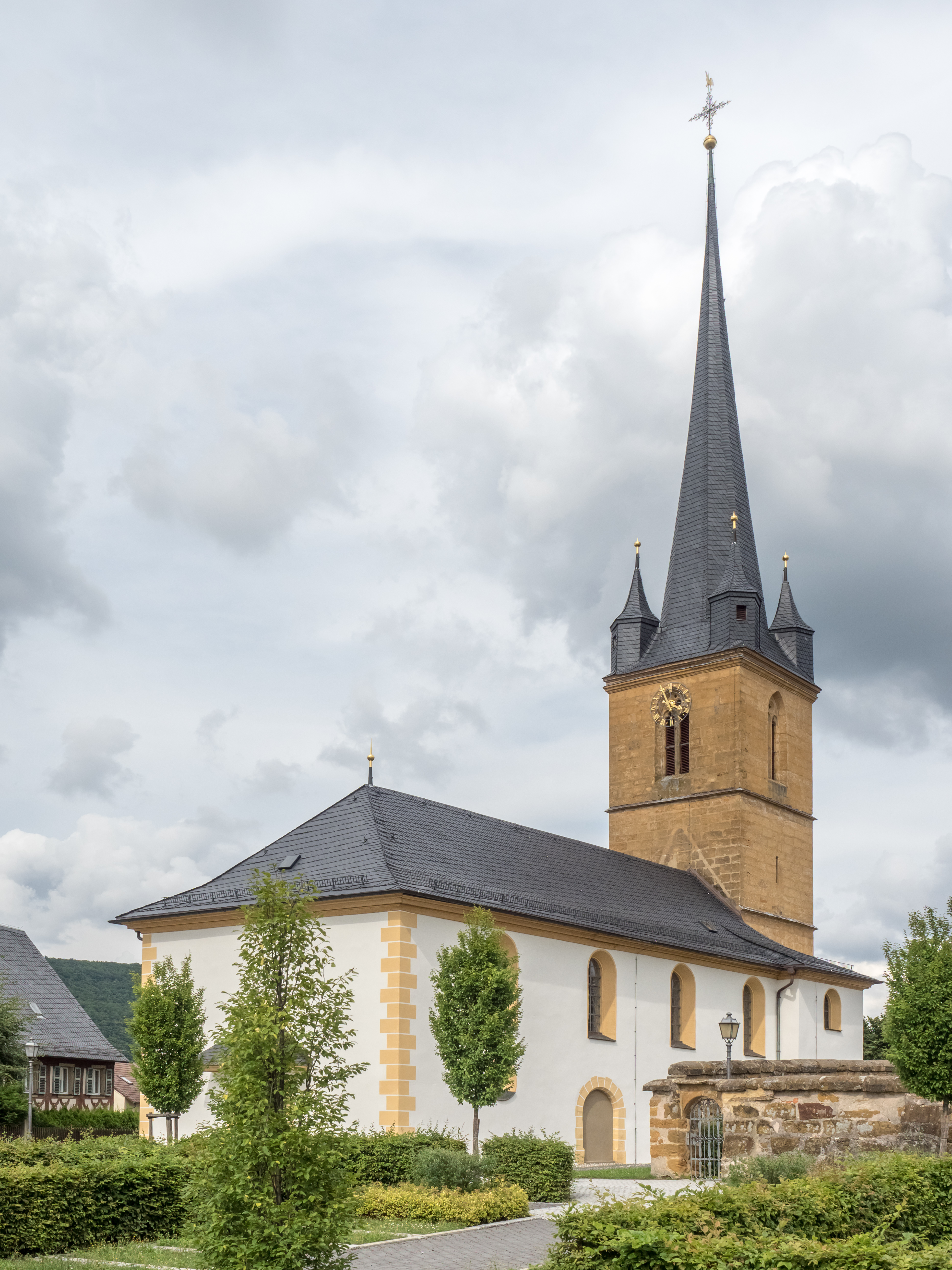
Mistendorf, Kirche Mariä Himmelfahrt (1644)

Es gibt mehrere Vereine in Mistendorf:
- DJK-Sportclub Mistendorf 1983 e. V.
- Freiwillige Feuerwehr Mistendorf e. V.
- Gartenbauverein Mistendorf
- Katholischer Frauenbund Mistendorf

## Kirche und Baudenkmäler
In Mistendorf befinden sich die katholische Pfarrkirche Mariae Himmelfahrt und die Wallfahrtskapelle Steinknock. In der Liste der Baudenkmäler in Mistendorf sind insgesamt 20 Objekte eingetragen.